# Tourismus in Georgien

Logo der nationalen Tourismusbehörde Georgiens (Georgian National Tourism Administration, GNTA)

Der Tourismus in Georgien bildet bereits seit der Sowjetära eine wichtige Einnahmequelle für das Land. Im Jahr 2022 leistete der Tourismus einen Beitrag von 7,2 % zum Bruttoinlandsprodukt (BIP) Georgiens und wenn indirekte Beiträge einkalkuliert werden, beträgt der Anteil an der Gesamtwirtschaft sogar mehr als 25 %. Knapp 5 Millionen internationale Touristen besuchten das Land 2024, ein Wert, der ungefähr auf dem Niveau von 2019 lag, dem Jahr vor der COVID-19-Pandemie. Georgien ist damit das meistbesuchte Land der Kaukasus-Region. Die meisten ausländischen Touristen im Land kommen aus Nachbarländern wie Russland (trotz der belasteten Beziehungen zu dem Land seit dem Russisch-Georgischen Krieg 2008), der Türkei, Armenien und Aserbaidschan. Weitere wichtige Herkunftsländer sind der Iran, die EU-Staaten und Israel. Die mit Abstand meistbesuchten Regionen Georgiens sind die Hauptstadt Tiflis und Adscharien (mit der Küstenstadt Batumi).

## Grundlage

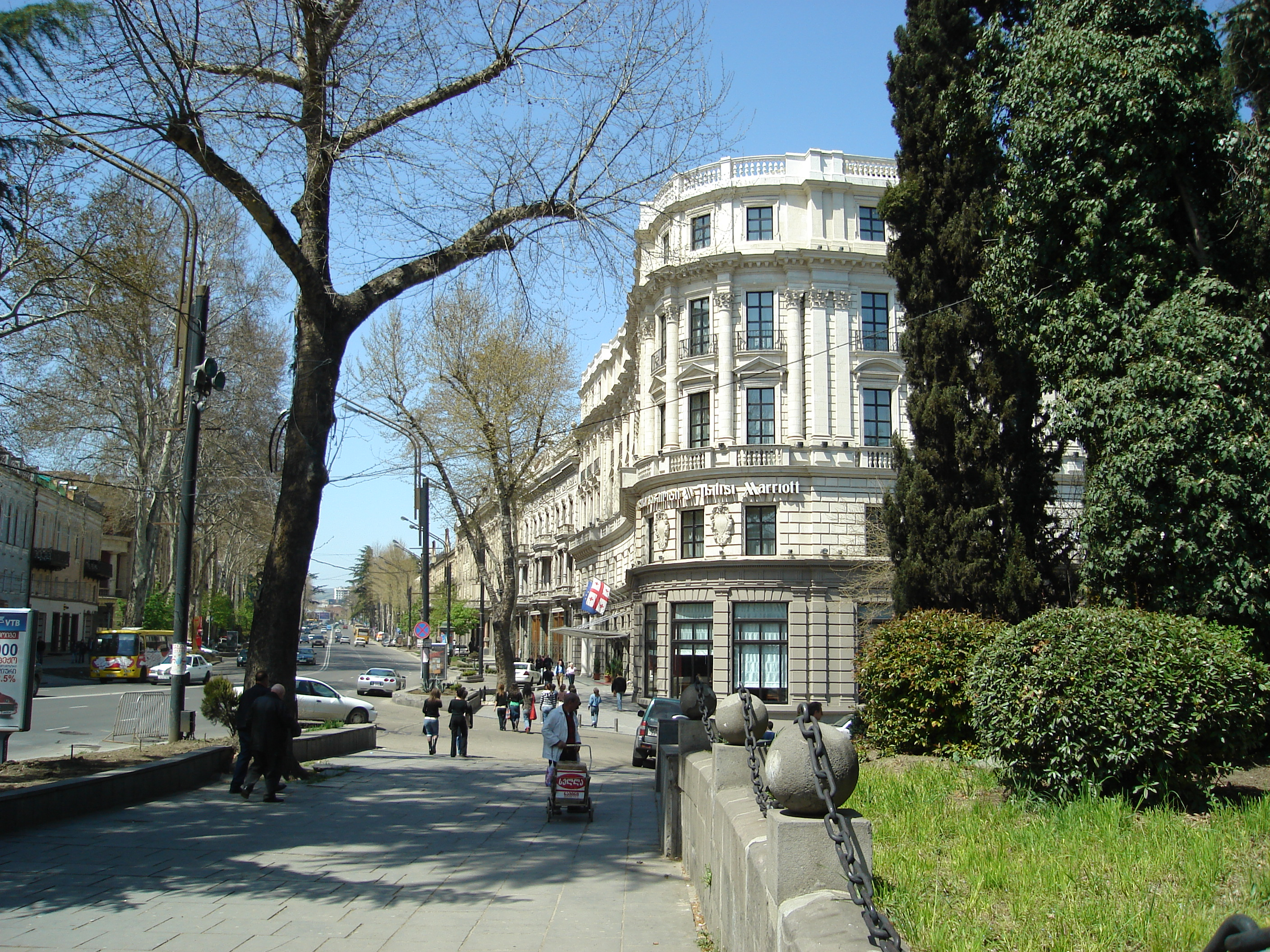
Marriott-Hotel in Tiflis

Dank seines angenehmen gemäßigten Klimas, der langen Küstenlinie am Schwarzen Meer und den Berglandschaften des Kaukasus sind die Grundlagen für den Tourismus in Georgien günstig. Während der Sowjetära wurden in der Georgische SSR zahlreiche Hotels gebaut und Georgien zählte zu den am stärksten touristisch geprägten Gegenden der Sowjetunion, was der lokalen Wirtschaft zugutekam. Mit dem Zusammenbruch der Sowjetunion kam es zu einer schweren Krise des Tourismus und zahlreiche Resorts und Hotels mussten schließen. Die lange wirtschaftliche Rezession und die verschiedenen Krisen im Kaukasus (darunter die Kriege in Abchasien und Südossetien) in Kombination mit einer schlechten Sicherheitslage im georgischen Kernland sorgten für einen Einbruch des Reiseverkehrs, der in den 1990er Jahren auf einem sehr niedrigen Niveau blieb.
Neue Impulse kamen in den 2000er Jahren, als in Zusammenarbeit mit PHARE 2003/04 erstmals eine nationale Tourismusstrategie verabschiedet wurde, wobei die Zielmarke von 500.000 Touristen pro Jahr in fünf Jahren gesetzt wurde, was durch einen Ausbau der Infrastruktur und Reiseerleichterungen unterstützt wurde. Dieses Ziel konnte bereits 2006 mit einer Million Touristen deutlich übertroffen werden. Nach einem Rückschlag durch den Kaukasuskrieg 2008 verzeichnete das Land zwischen 2009 und 2012 eine der schnellsten Wachstumsraten im Tourismus weltweit: Die Besucherzahlen stiegen um fast 300 % von 1,5 Millionen auf 4,4 Millionen. Die COVID-19-Pandemie sorgte ab 2020 zwischenzeitlich für einen Einbruch des Tourismus um mehr als 80 Prozent, bevor er sich wieder erholte.
In Georgien gab es 2021 vier UNESCO-Welterbestätten und weitere 14 Stätten auf der Tentativliste. Es gibt Skigebiete in Georgien, genauso wie Strände und landschaftlich reizvolle Küstengebiete am Schwarzen Meer. Da Georgien zu den ältesten Weinbaugebieten der Welt gehört, ist es auch ein Ziel für den Weintourismus. 41 Prozent des georgischen Territoriums sind von Wäldern bedeckt, wobei 25 Prozent des georgischen Territoriums in geschützten Nationalparks liegen. Der Öko- und Kulturtourismus wird von der Regierung gezielt gefördert.
Laut der nationalen Tourismusbehörde Georgiens zählte das Land im Mai 2022 3.129 Hotels und Gästehäuser. Darunter befanden sich 1.171 Hotels mit ca. 32.000 Zimmern. Knapp 90 Prozent dieser Hotels befanden sich jeweils in Adscharien und Tiflis. Allein für 2023/24 wurden weitere 20 Komforthotels mit knapp 3000 Zimmern eröffnet. Bedeutende Hotelmarken wie Marriott International, Radisson Blu, Ibis, Hilton Worldwide und Holiday Inn sind alle im Land präsent.
Georgien betreibt eine relativ liberale Einreisepolitik. Die Staatsbürger der EU und EFTA-Länder dürfen visafrei nach Georgien einreisen und dürfen sich danach bis zu einem Jahr in dem Land aufhalten. Dies gilt ebenfalls für die Staatsbürger Russlands, Brasiliens, der USA, Japans und Südkoreas. 2024 wurde ein Abkommen für die gegenseitige visafreie Einreise für bis zu 90 Tage mit der Volksrepublik China abgeschlossen.

## Statistik

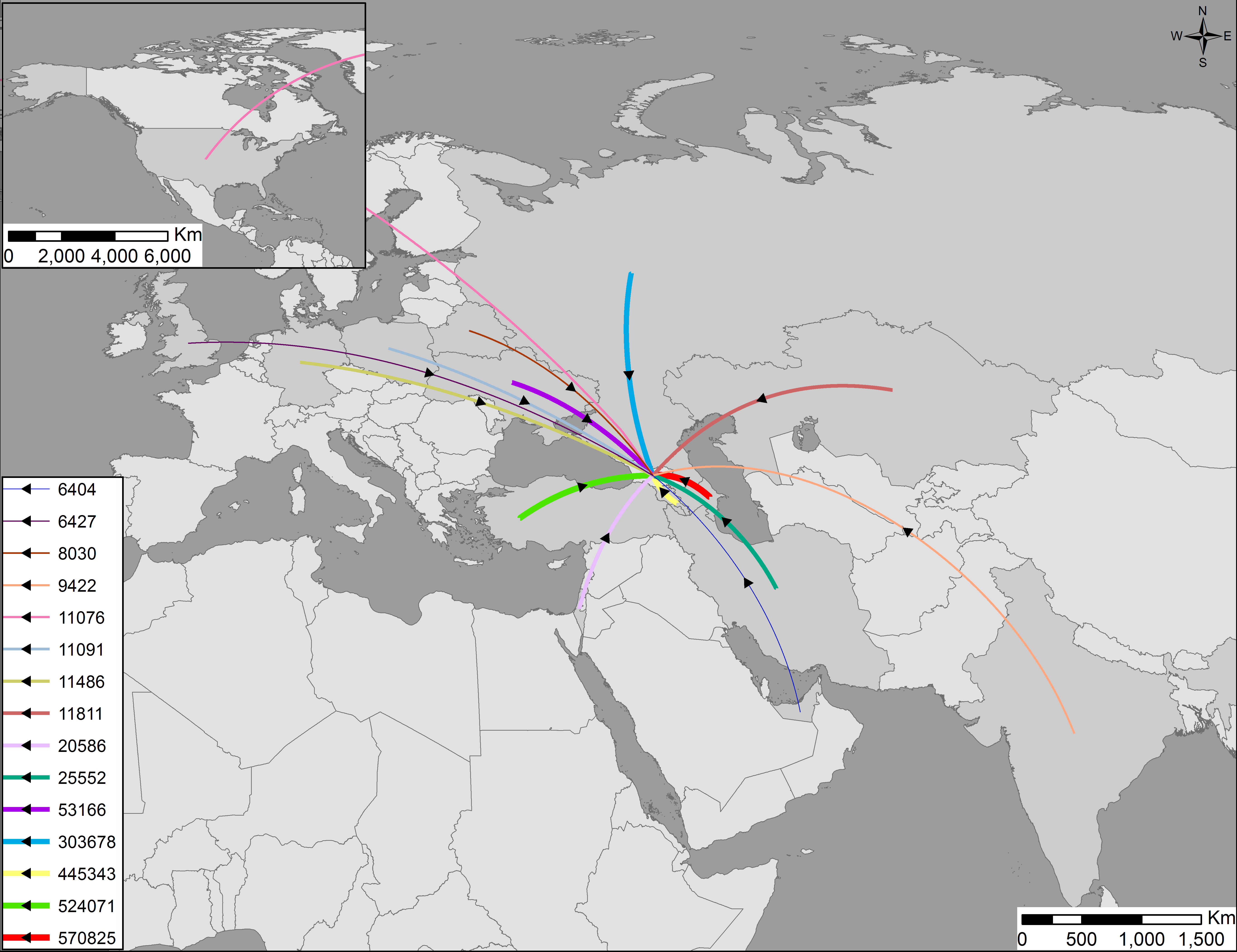
Top-15-Herkungsländer von Touristen in Georgien in den ersten fünf Monaten 2016

### Anzahl internationaler Touristen
| Jahr | Anzahl Touristen |
| ---- | ---------------- |
| 2011 | 1.832.788        |
| 2012 | 2.459.759        |
| 2013 | 2.884.295        |
| 2014 | 2.938.892        |
| 2015 | 3.011.633        |
| 2016 | 3.297.275        |
| 2017 | 4.069.354        |
| 2018 | 4.756.820        |
| 2019 | 5.080.478        |
| 2020 | 1.087.093        |
| 2021 | 1.577.463        |
| 2022 | 3.652.959        |
| 2023 | 4.669.467        |
| 2024 | 5.091.732        |

### Besucherstatistik
| Land                | 2024        | 2023        | 2022        | 2021      | 2020      | 2019        | 2018        | 2017        | 2016        | 2015        | 2014      |
| ------------------- | ----------- | ----------- | ----------- | --------- | --------- | ----------- | ----------- | ----------- | ----------- | ----------- | --------- |
| Russland            | 1.421.923 ▲ | 1.418.464 ▲ | 1.087.257 ▲ | 212.979 ▲ | 208.677 ▼ | 1.471.558 ▼ | 1.705.142 ▲ | 1.392.842 ▲ | 1.037.564 ▲ | 926.144 ▲   | 811.621   |
| Türkei              | 1.336.834 ▲ | 1.396.660 ▲ | 925.561 ▲   | 326.494 ▲ | 335.580 ▼ | 1.156.513 ▼ | 1.312.129 ▲ | 1.247.082 ▼ | 1.254.089 ▼ | 1.391.721 ▼ | 1.442.695 |
| Armenien            | 948.299 ▲   | 962.540 ▲   | 742.593 ▲   | 164.698 ▼ | 260.965 ▼ | 1.365.048 ▼ | 1.725.163 ▲ | 1.718.243 ▲ | 1.496.246 ▲ | 1.468.888 ▲ | 1.325.635 |
| Israel              | 310.982 ▲   | 217.065 ▲   | 210.178 ▲   | 100.686 ▲ | 25.731 ▼  | 205.051 ▲   | 173.366 ▲   | 125.320 ▲   | 92.213 ▲    | 59.487 ▲    | 42.385    |
| Aserbaidschan       | 219.356 ▲   | 199.835 ▲   | 152.969 ▲   | 82.718 ▼  | 295.132 ▼ | 1.526.619 ▼ | 1.807.068 ▲ | 1.695.084 ▲ | 1.523.075 ▲ | 1.393.257 ▲ | 1.283.214 |
| Kasachstan          | 178.930 ▲   | 16.7492 ▲   | 12.0494 ▲   | 66.787 ▲  | 13.779 ▼  | 103.611 ▲   | 68.452 ▲    | 56.801 ▲    | 48.809 ▲    | 36.777 ▲    | 28.394    |
| Iran                | 145.670 ▲   | 126.282 ▲   | 102.877 ▲   | 18.549 ▲  | 17.053 ▼  | 141.997 ▼   | 339.462 ▲   | 322.898 ▲   | 14.7915 ▼   | 25.273 ▼    | 47.929    |
| Belarus             | 140.536 ▲   | 130.203 ▲   | 130.046 ▲   | 53.698 ▲  | 13.340 ▼  | 66.174 ▼    | 68.360 ▲    | 32.939 ▼    | 42.149 ▲    | 25.724 ▲    | 16.577    |
| Indien              | 124.335 ▲   | 84.688 ▲    | 52.841 ▲    | 24.992 ▲  | 8.364 ▼   | 54.606 ▼    | 73.458 ▲    | 59.738 ▲    | 36.410 ▲    | 12.114 ▲    | 4.679     |
| Ukraine             | 118.528 ▲   | 146.931 ▼   | 168.915 ▲   | 144.901 ▲ | 42.414 ▼  | 207.667 ▲   | 204.952 ▲   | 193.127 ▲   | 172.631 ▲   | 141.734 ▼   | 143.521   |
| Volksrepublik China | 88.583 ▲    | 48.304 ▲    | 7.380 ▲     | 3.468 ▼   | 4.363 ▼   | 48.071 ▲    | 31.855 ▲    | 18.179 ▲    | 10.847 ▲    | 6.849 ▲     | 5.919     |
| Saudi-Arabien       | 88.298 ▲    | 72.953 ▼    | 119.921 ▲   | 63.437 ▲  | 4.960 ▼   | 75.155 ▲    | 65.560 ▲    | 56.247 ▲    | 21.257 ▲    | 9.850 ▲     | 5.485     |
| Deutschland         | 78.644 ▲    | 68.824 ▲    | 48.548 ▲    | 21.194 ▲  | 9.338 ▼   | 89.051 ▲    | 74.131 ▲    | 43.090 ▲    | 33.469 ▲    | 30.481 ▲    | 27.073    |
| Polen               | 66.504 ▼    | 91.210 ▲    | 41.917 ▲    | 30.988 ▲  | 10.691 ▼  | 88.300 ▲    | 71.668 ▲    | 48.913 ▲    | 41.609 ▲    | 39.309 ▲    | 44.415    |
| Usbekistan          | 64.259 ▲    | 49.432 ▲    | 46.004 ▲    |           |           |             |             |             |             |             |           |

Quelle: Georgische Tourismusbehörde

## Sehenswürdigkeiten
Zu den wichtigsten Sehenswürdigkeiten Georgiens zählen:
- Stadt Tiflis
- Stadt Batumi
- Kloster Dawit Garedscha
- Kloster Gelati
- Kloster Alawerdi
- Stadt Kutaissi
- Stadt Gori
- Ferienort Gudauri
- Region Swanetien
- Weinregion Kachetien
- Stadt Stepanzminda
- Stadt Sighnaghi
- Stadt Mzcheta
- Höhlenstadt Wardsia
- Höhlenstadt Uplisziche
- Kurort Bordschomi
- Burg Ananuri

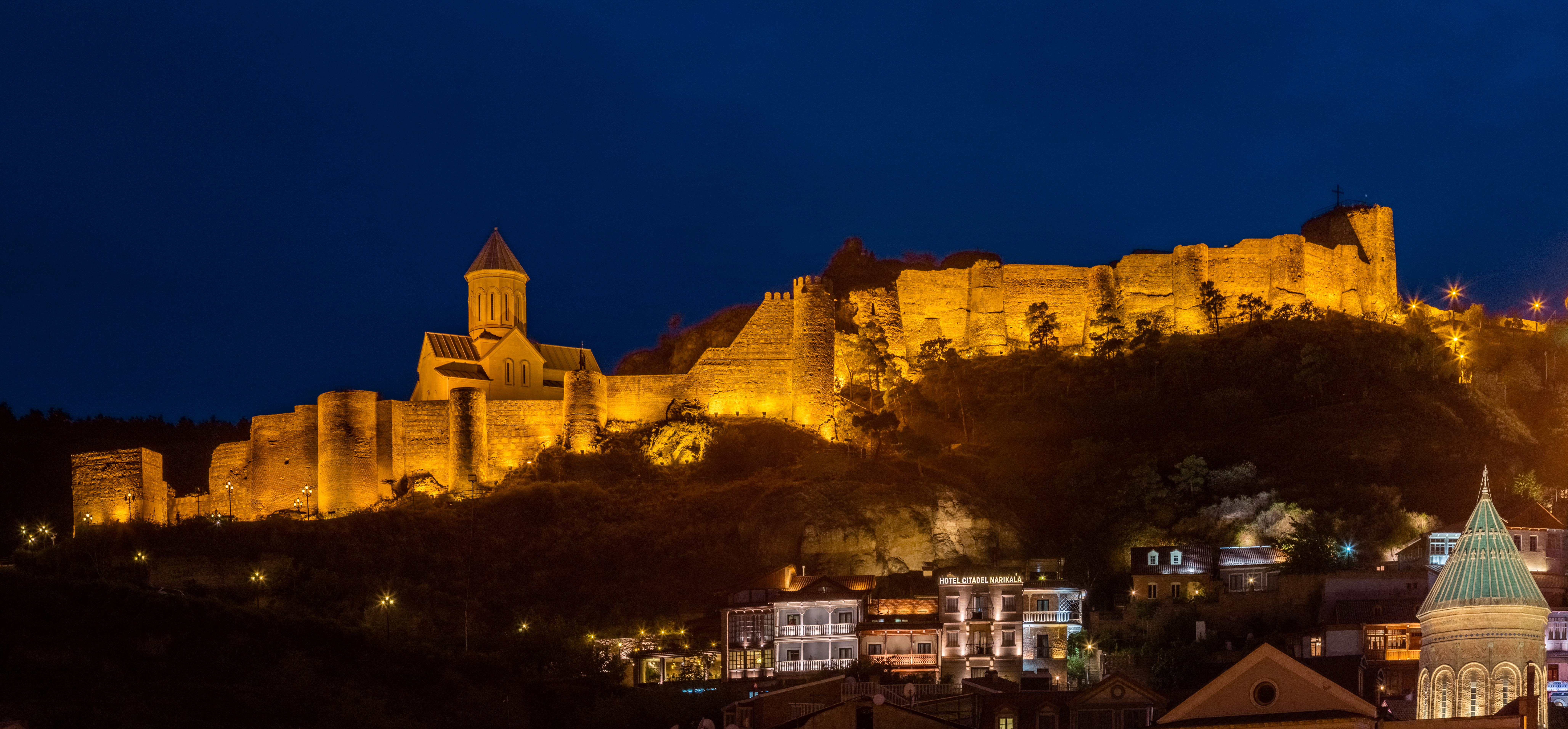
Festung Nariqala in Tiflis
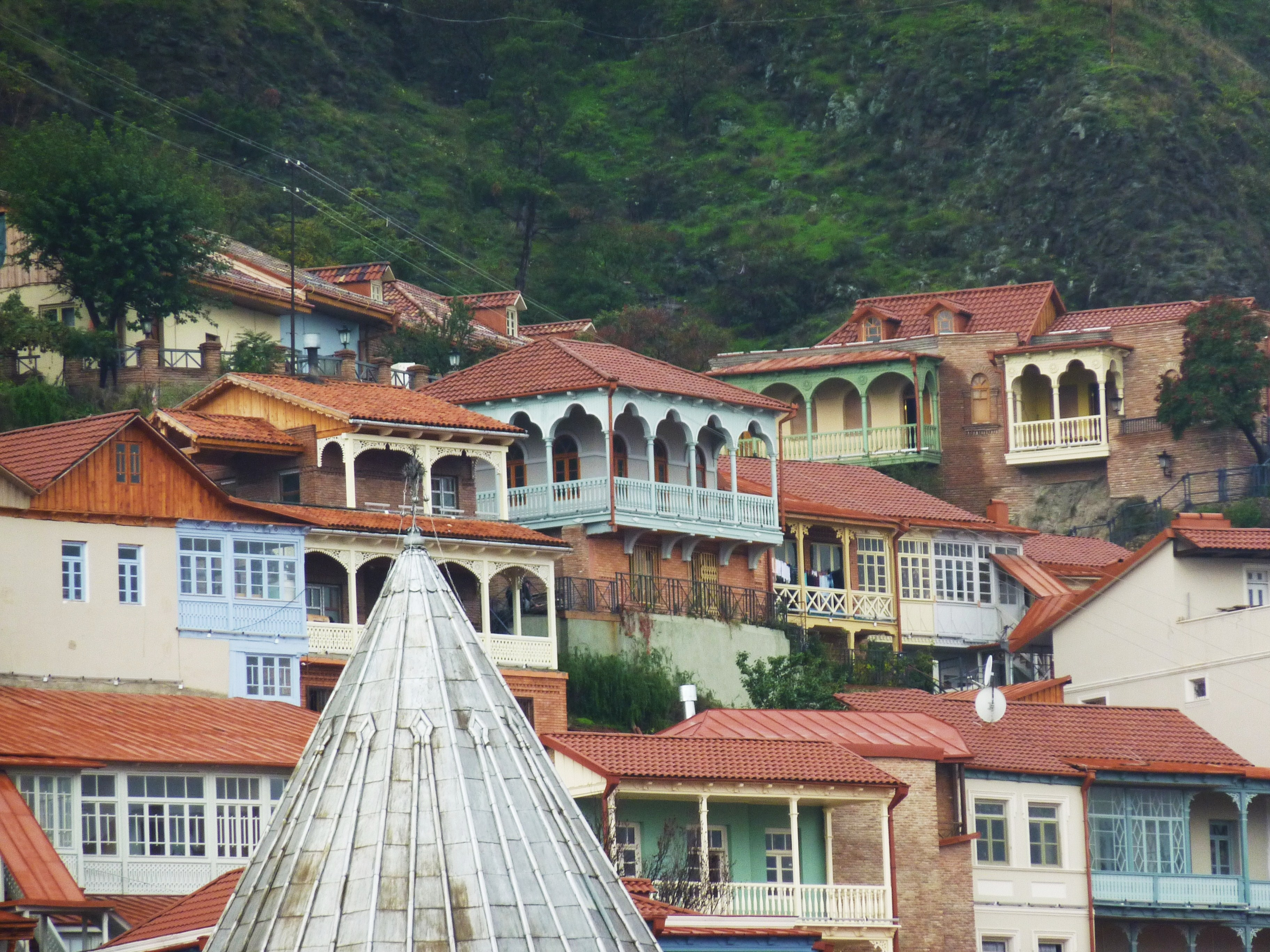
Altstadt von Tiflis
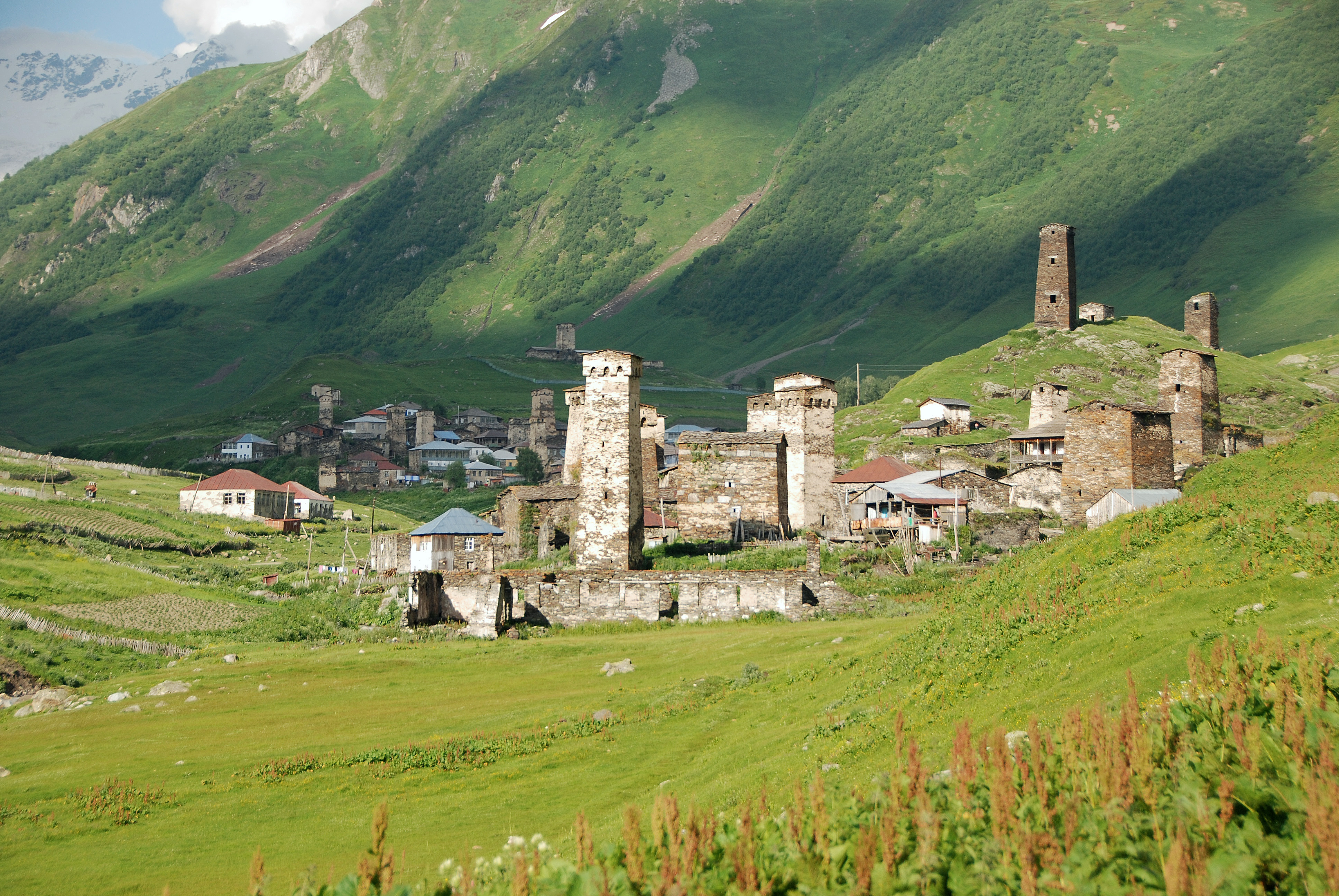
Bergdorf Uschguli in Swanetien
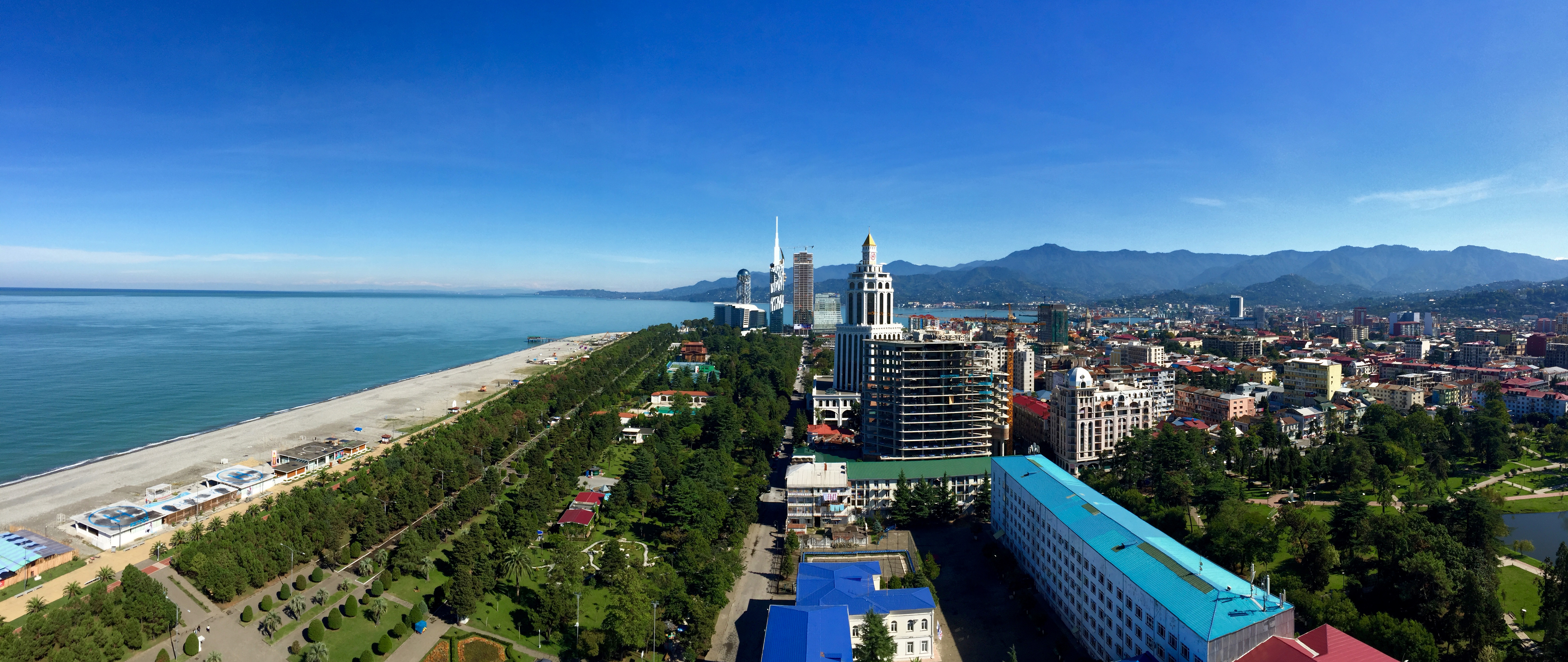
Stadt Batumi
Lagodechi-Nationalpark
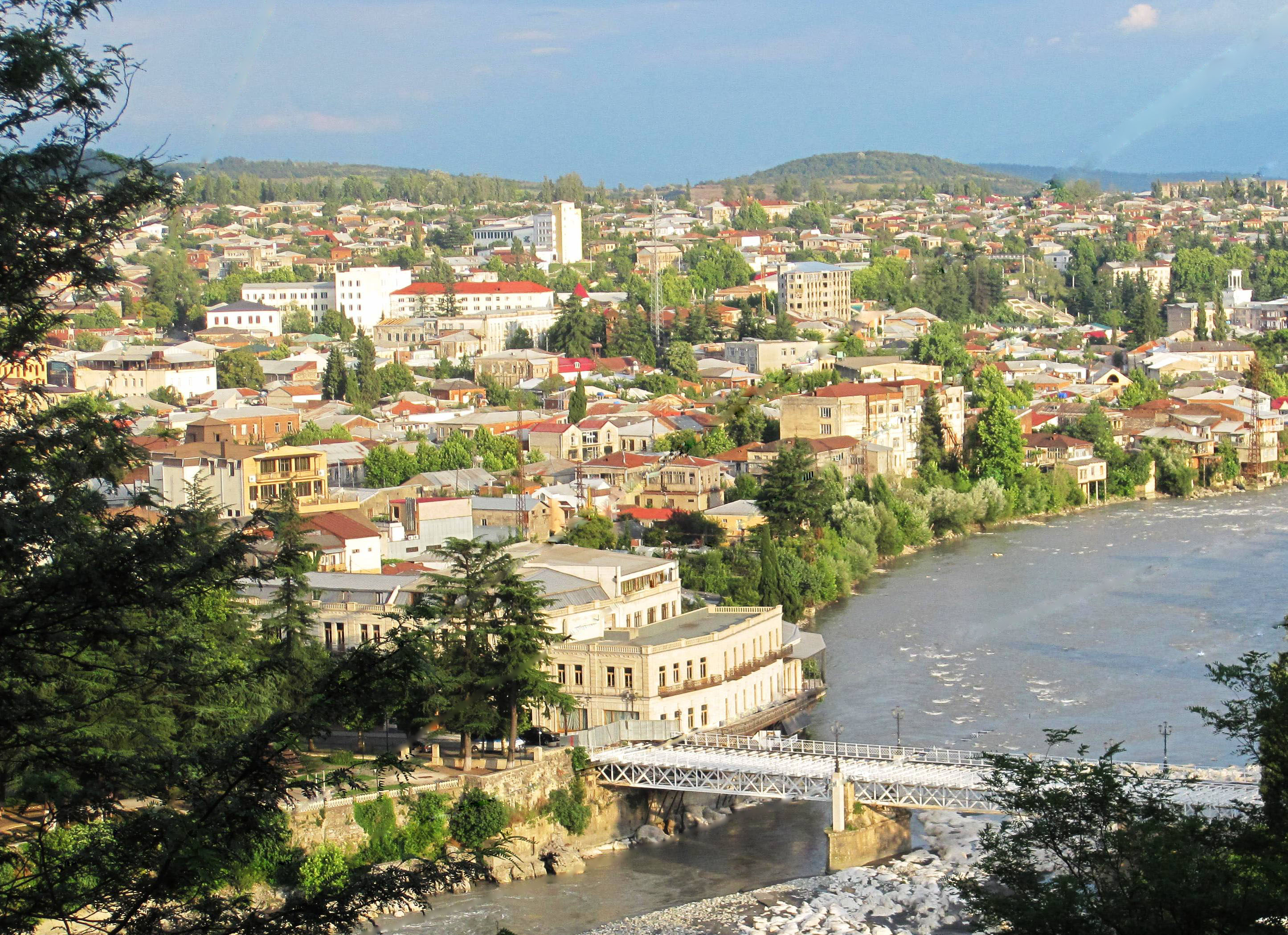
Altstadt von Kutaissi
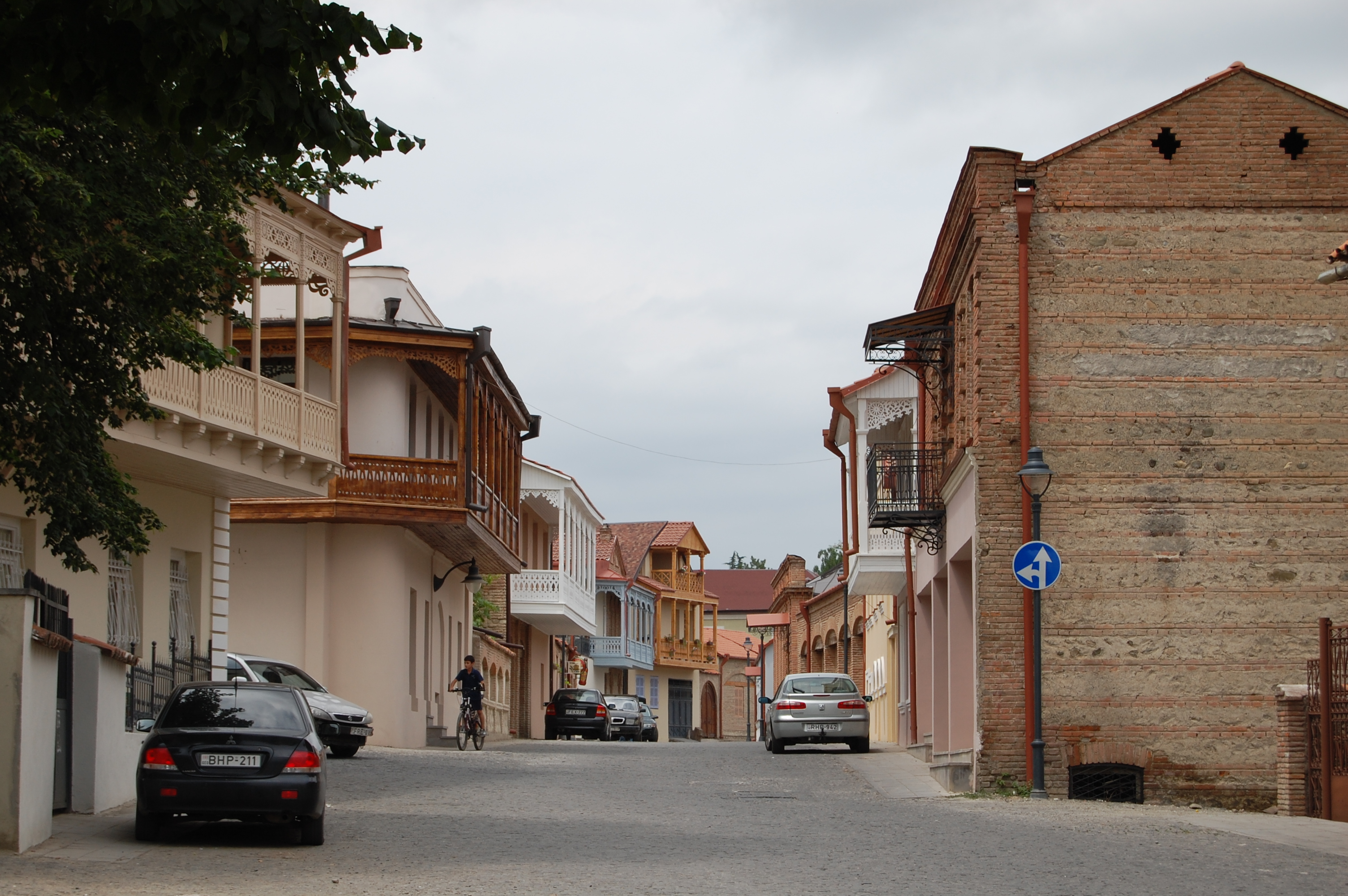
Altstadt von Telawi in Kachetien
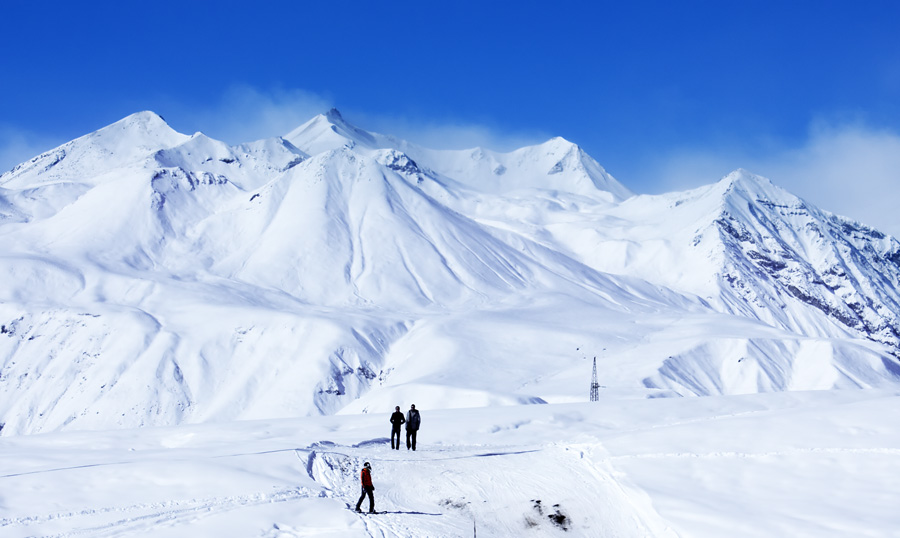
Skigebiet Gudauri
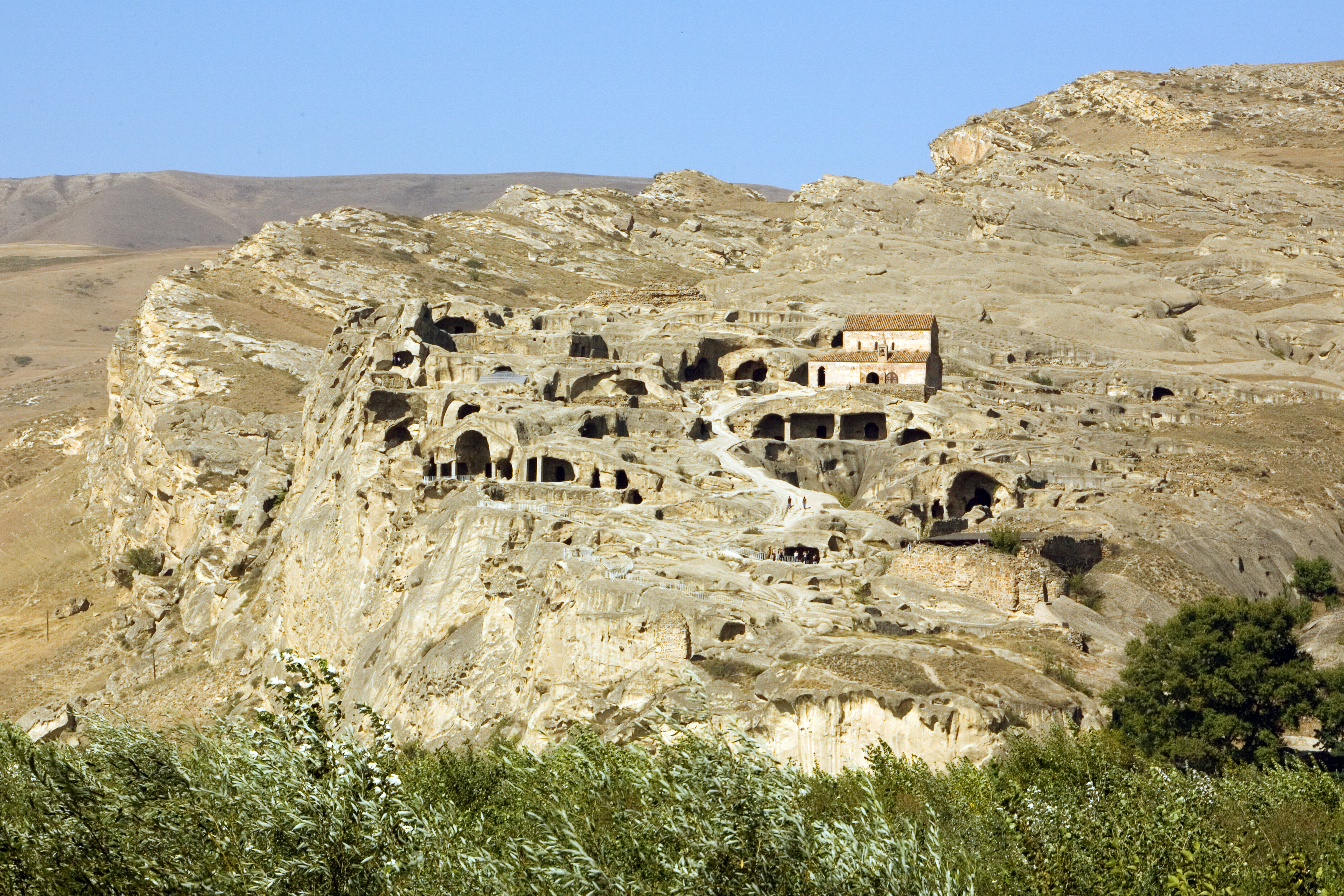
Höhlenstadt Uplisziche
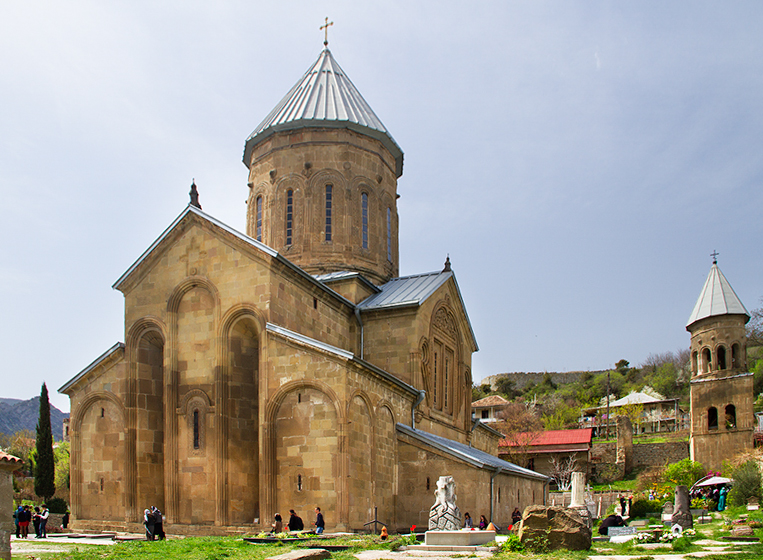
Kloster Samtawro in Mzcheta
Kloster Gelati